# 同済南路駅
座標: 北緯39度46分23秒 東経116度32分23秒 / 北緯39.77298度 東経116.539589度
同済南路駅（どうさいなんろえき）とは中華人民共和国北京市通州区に位置する北京地下鉄亦荘線の駅である。

## 駅構造
- 相対式ホーム1面1線及び島式ホーム1面2線を有する高架駅。[2][3]

| ホーム階 | 相対式ホーム          | 相対式ホーム |
| ホーム階 | ■亦荘線亦荘火車駅方面 |              |
| ホーム階 | ■亦荘線宋家荘駅方向   |              |
| ホーム階 | 島式ホーム            |              |
| ホーム階 | 臨時線                |              |

## 歴史
- 2010年12月30日 - 開業。

## 隣の駅
北京地下鉄
■亦荘線
栄昌東街駅 - 同済南路駅 - 経海路駅